# Vierde Franse Republiek
Als Vierde Republiek geldt de episode in de Franse geschiedenis tussen het aftreden van Charles de Gaulle in 1946 en diens terugkeer naar het centrum van de macht in 1958.

## Oprichting
De Derde Republiek was in 1940 ten onder gegaan, en na de bevrijding wenste niemand haar te herstellen. Er werd een grondwetgevende vergadering gekozen, die in 1946 een ontwerp presenteerde.
De Senaat werd vervangen door de Conseil de la République zonder wetgevende bevoegdheden. De macht van Assemblée Nationale werd aanzienlijk versterkt, ten koste van die van president en regering. Charles de Gaulle, aan wie het presidentschap was toegedacht, was niet van plan "chrysanten te gaan onthullen" en trok zich mokkend terug op zijn landgoed in Colombey-les-Deux-Églises.

## Instabiel
De overmacht van de Kamer van Afgevaardigden leidde tot een snelle afwisseling van doorgaans zwakke regeringen. De gemiddelde regeringstermijn was een half jaar. De communisten, de gaullisten en vanaf 1956 de poujadisten droegen ook al niet bij aan de stabiliteit.
In 1954 werden enkele elementen uit de Derde Republiek teruggehaald. De Senaat werd hersteld, en de President kreeg weer de bevoegdheid om zelfstandig een kabinetsformateur aan te wijzen. Maar veel beter ging het daarna niet.

## Einde
Pierre Mendès France kon na de nederlaag van Dien Bien Phu (7 mei 1954) het Franse koloniale bewind in Indochina beëindigen, maar nog geen jaar later, in 1955, viel zijn regering over de Algerijnse Oorlog. Dezelfde oorlog betekende uiteindelijk in 1958 ook het einde van de Vierde Republiek zelf. Het Frans-Algerijnse leger, en met name de eenheid para's van generaal Jacques Massu, stak in mei over naar Corsica en bedreigde Marseille. Het scenario van de Spaanse Burgeroorlog tekende zich af totdat president René Coty een beroep deed op generaal De Gaulle. Deze kreeg vervolgens van het parlement haast dictatoriale bevoegdheden. Een half jaar later werd de grondwet voor de Vijfde Franse Republiek van kracht.

## Presidenten
Presidenten van de Vierde Republiek :
- Vincent Auriol (1947 - 1954)
- René Coty (1954 - 1959)

## Premiers
Premiers van de Vierde Republiek en de regeringen :
| Premier                        | kabinet                  | periode                            |
| ------------------------------ | ------------------------ | ---------------------------------- |
| Paul Ramadier (SFIO)           | Kabinet-Ramadier 1       | 22 januari 1947 - 21 oktober 1947  |
| Paul Ramadier (SFIO)           | Kabinet-Ramadier 2       | 22 oktober 1947 - 9 november 1947  |
| Robert Schuman (MRP)           | Kabinet-Schuman 1        | 24 november 1947 - 19 juli 1948    |
| André Marie (PRS)              | Kabinet-Marie            | 26 juli - 28 augustus 1948         |
| Robert Schuman (MRP)           | Kabinet-Schuman 2        | 5 september - 7 september 1948     |
| Henri Queuille (PRS)           | Kabinet-Queuille 1       | 11 september 1948 - 5 oktober 1949 |
| Georges Bidault (MRP)          | Kabinet-Bidault 2        | 28 oktober 1949 - 7 februari 1950  |
| Georges Bidault (MRP)          | Kabinet-Bidault 3        | 7 februari - 24 juni 1950          |
| Henri Queuille (PRS)           | Kabinet-Queuille 2       | 2 juli - 4 juli 1950               |
| René Pleven (UDSR)             | Kabinet-Pleven 1         | 12 juli 1950 - 28 februari 1951    |
| Henri Queuille (PRS)           | Kabinet-Queuille 3       | 10 maart - 10 juli 1951            |
| René Pleven (UDSR)             | Kabinet-Pleven 2         | 11 augustus 1951 - 7 januari 1952  |
| Edgar Faure (PRS)              | Kabinet-Faure 1          | 20 januari - 28 februari 1952      |
| Antoine Pinay (CNIP)           | Kabinet-Pinay            | 8 maart - 23 december 1952         |
| René Mayer (PRS)               | Kabinet-Mayer            | 8 januari - 21 mei 1953            |
| Joseph Laniel (CNIP)           | Kabinet-Laniel 1         | 28 juni 1953 - 16 januari 1954     |
| Joseph Laniel (CNIP)           | Kabinet-Laniel 2         | 16 januari 1954 - 12 juni 1954     |
| Pierre Mendès France (PRS)     | Kabinet-Mendès France    | 18 juni 1954 - 5 februari 1955     |
| Edgar Faure (PRS)              | Kabinet-Faure            | 23 februari 1955 - 24 januari 1956 |
| Guy Mollet (SFIO)              | Kabinet-Mollet           | 1 februari 1956 - 21 mei 1957      |
| Maurice Bourgès-Maunoury (PRS) | Kabinet-Bourgès-Maunoury | 12 juni 1957 - 30 september 1957   |
| Félix Gaillard (PRS)           | Kabinet-Gaillard         | 6 november 1957 - 15 april 1958    |
| Pierre Pflimlin (MRP)          | Kabinet-Pflimlin         | 14 mei 1958 - 28 mei 1958          |
| Charles de Gaulle (partijloos) | Kabinet-De Gaulle 3      | 1 juni 1958 - 8 januari 1959       |